# Kornisi (Osetia Południowa)
Kornisi (gruz. ყორნისი, ros. Корнис, Kornis) – wieś w Osetii Południowej, w regionie Znauri. W 2015 roku liczyła 227 mieszkańców.